# منحنى السعر-الاستهلاك

منحنى السعر-الاستهلاك.

في علم الاقتصاد، يمثل منحنى السعر والاستهلاك كيفية تغير حزم استهلاك المستهلكين مع تغير سعر سلعة واحدة، مع ثبات الدخل والتفضيلات وسعر السلعة الأخرى. يتم بناء منحنيات السعر والاستهلاك عن طريق أخذ نقاط التقاطع بين سلسلة من منحنيات اللامبالاة (أو منحنيات التعادل) وخطوط الميزانية المقابلة لها، مع تغير سعر إحدى السلعتين. تُستخدم منحنيات السعر والاستهلاك لربط مفاهيم المنفعة، ومنحنيات اللامبالاة، وخطوط الميزانية بنماذج العرض والطلب.
عند كل سعر، توجد كمية واحدة مقابلة لأي سلعة. وبناءً على ذلك، ومن خلال نمذجة السلعة ذات السعر المتغير كسلعة معينة، والسلعة ذات السعر الثابت كجميع السلع الأخرى، يمكن استخدام منحنى السعر والاستهلاك لبناء منحنى الطلب الفردي على أي سلعة معينة.
يمكن استخدام نماذج مماثلة — في الواقع، نفس النماذج — لتحديد كيفية قيام الشركات في اقتصاد ما باختيار أقل مجموعة تكلفة من عوامل الإنتاج لاستخدامها في إنتاج السلع. وعندما تُستخدم منحنيات السعر والاستهلاك في هذا السياق، يُطلق عليها اسم منحنيات السعر والعامل. ويتم إنشاؤها باستخدام منحنيات متساوية (منحنيات الإنتاج) وخط يمثل النسبة بين أسعار عوامل الإنتاج بدلاً من منحنيات اللامبالاة (أو منحنيات التعادل) وخط الميزانية.